# Monti Marsicani
I Monti Marsicani sono il sesto gruppo montuoso più elevato dell'Appennino continentale , appartenente all'Appennino abruzzese, culminante nel Monte Greco (2.285 m s.l.m.), localizzati nel centro Italia, nel basso Abruzzo, al confine col Lazio ad ovest e il Molise a sud, ricadendo in buona parte nella zona dell'Alto Sangro e in misura minore nella parte meridionale della Marsica, in provincia dell'Aquila e marginalmente nelle province di Frosinone e Isernia: sono delimitati a nord dall'alveo del Fucino (Vallelonga), a est dalla valle del Gizio e dall'altopiano delle Cinquemiglia nella zona degli altipiani maggiori d'Abruzzo che li separano ad est dal massiccio della Maiella, a sud dalle valli del Sangro e del Volturno, a nord-ovest e ovest dalle valli del Liri (Valle Roveto), del Melfa (Val di Comino).

## Descrizione

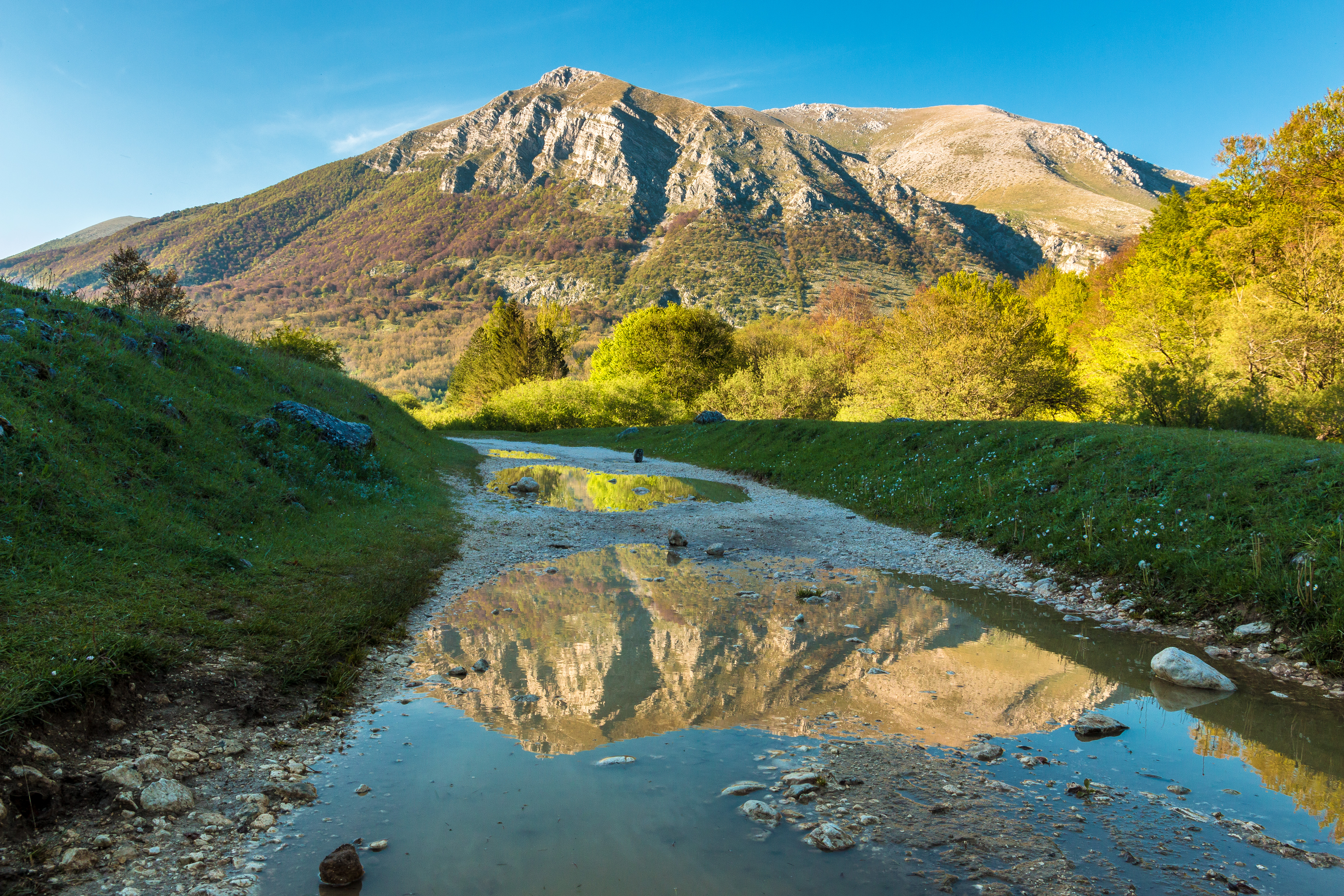
Monte Marsicano

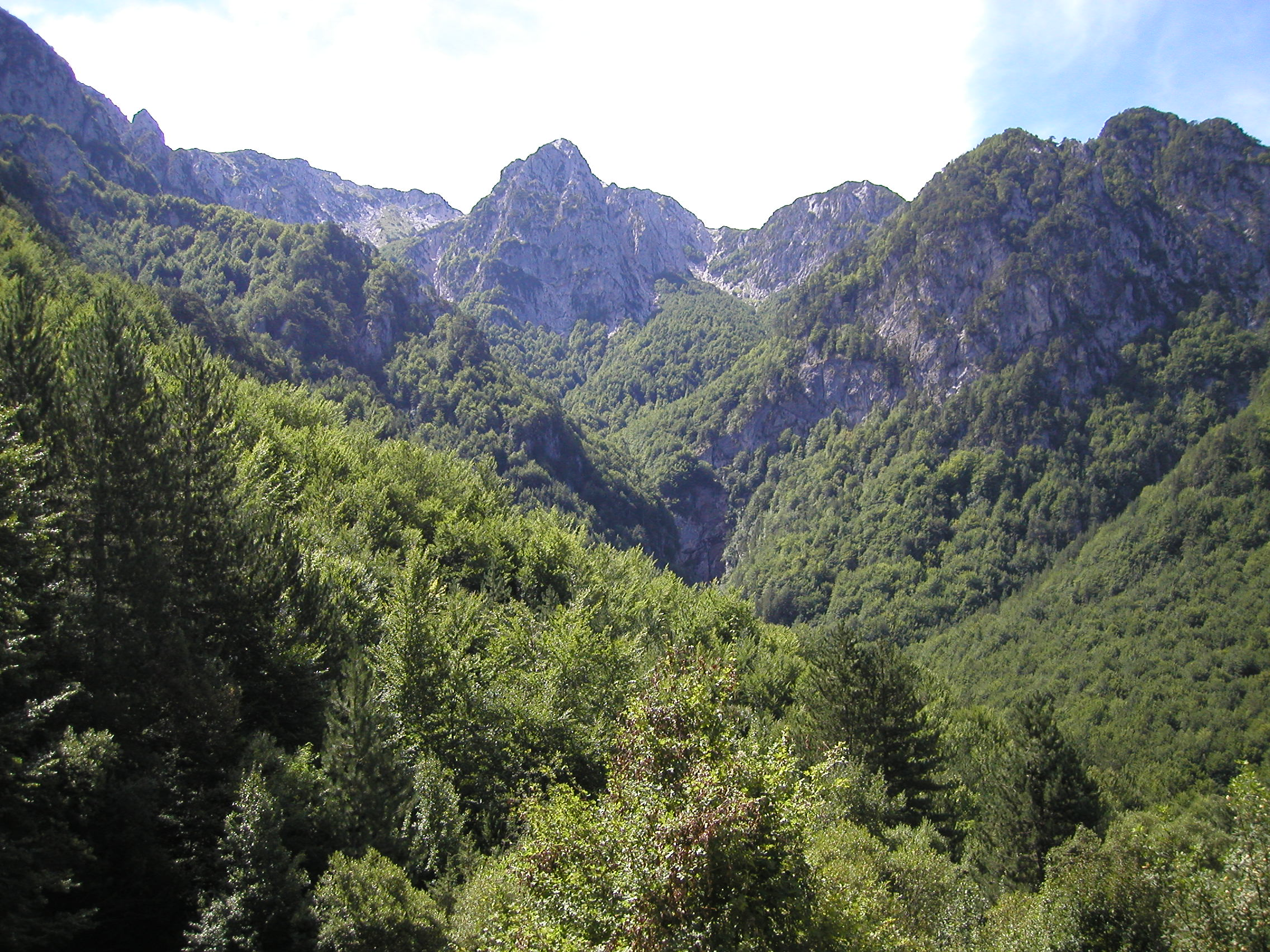
La Camosciara

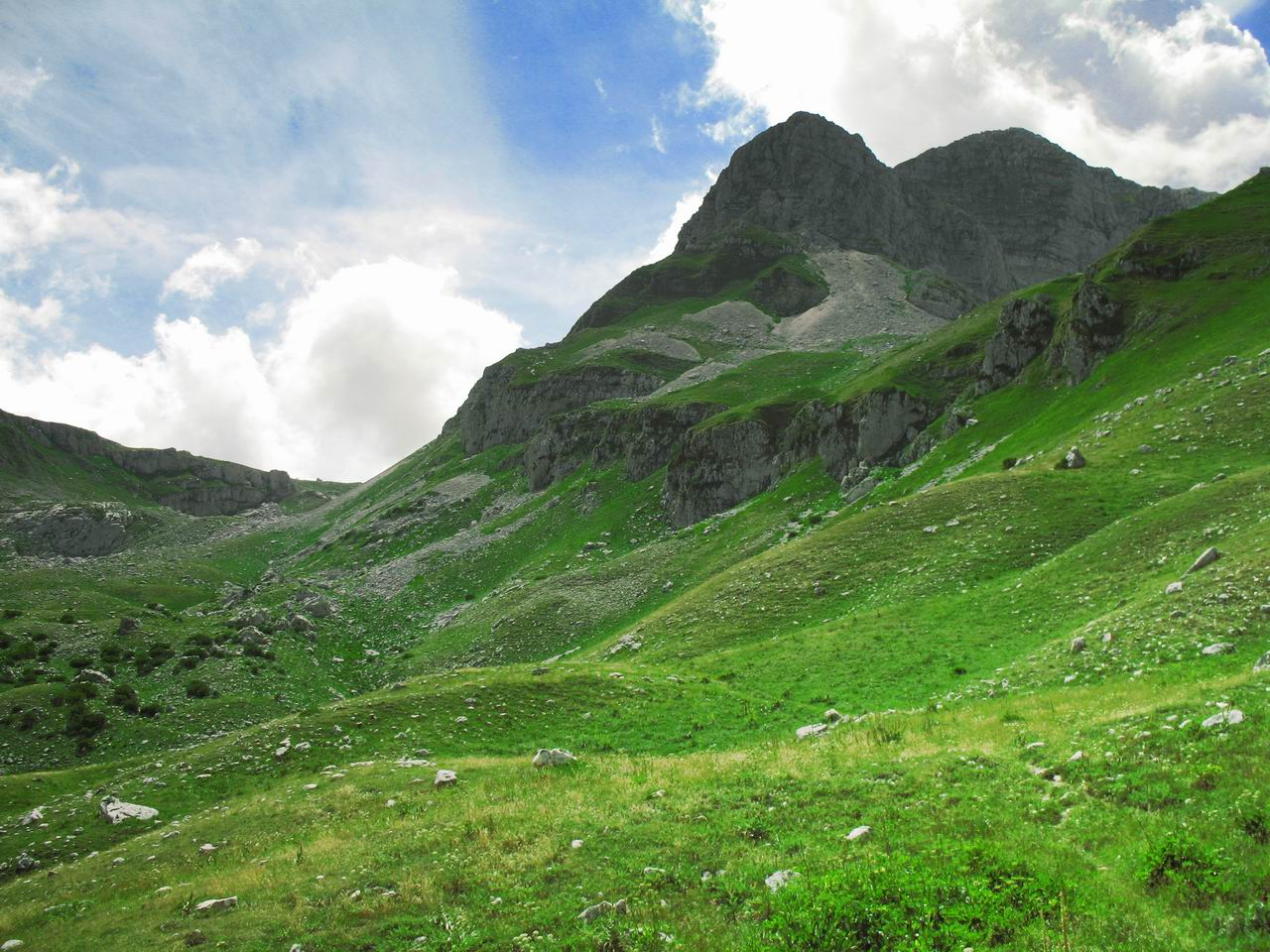
Monte Meta

Si tratta di un insieme di montagne dall'orografia aspra e molto articolata, caratterizzate da un ambiente naturale selvaggio e ben preservato, con estese foreste di faggio ed emergenze faunistiche quali l'orso marsicano, il lupo appenninico ed il camoscio d'Abruzzo. Questa situazione è dovuta soprattutto all'ormai quasi secolare presenza del parco nazionale d'Abruzzo, Lazio e Molise, che, tra parco propriamente detto e area di protezione esterna, protegge la quasi totalità di questo gruppo montuoso. Interessano principalmente i territori dei comuni di Pescasseroli, Scanno, Opi, Bisegna, Civitella Alfedena, Villetta Barrea, Barrea, Alfedena, Castel di Sangro, San Donato Val di Comino, Picinisco  e Pizzone.

### Orografia

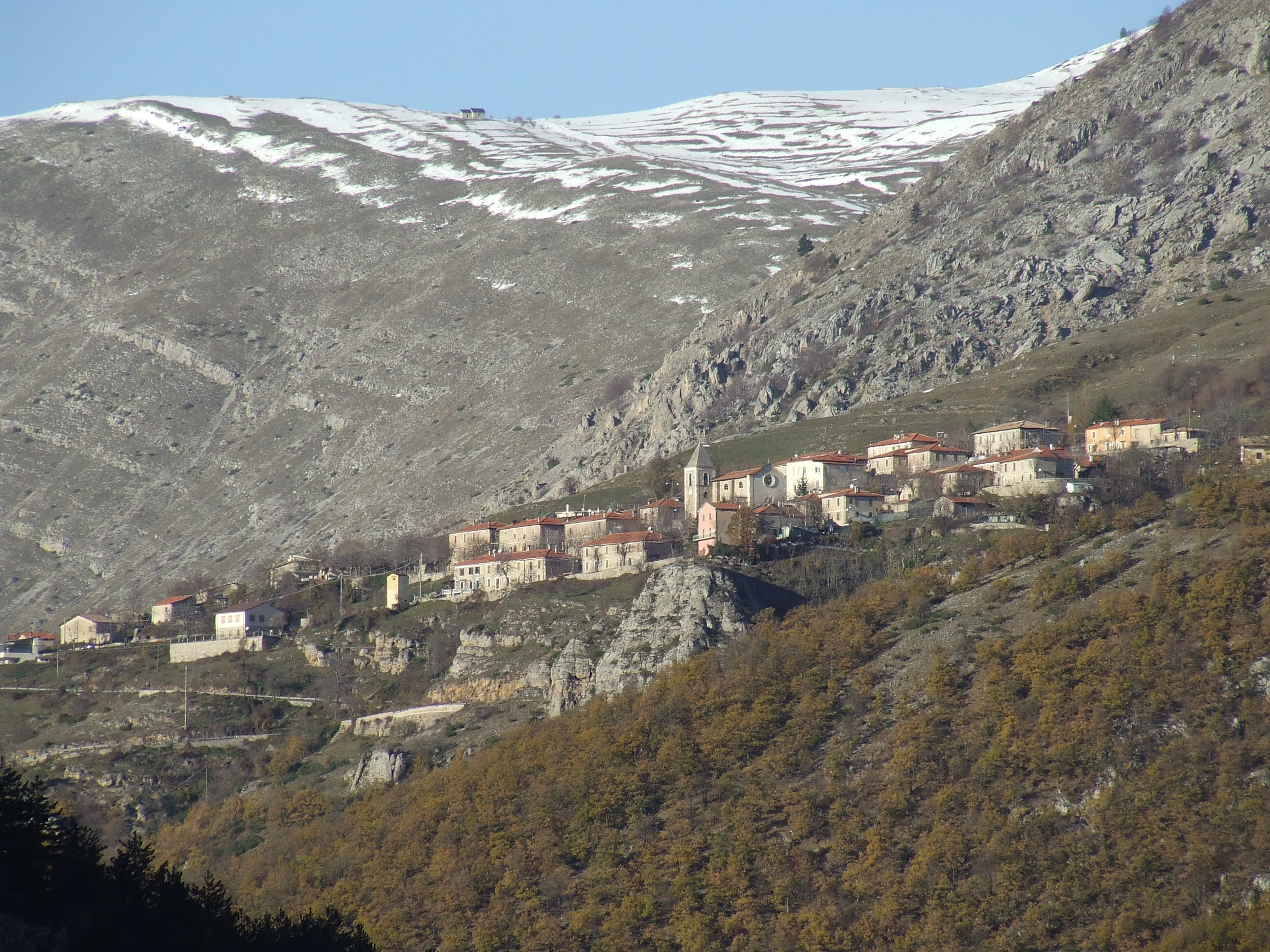
Monte Genzana

Sono costituiti da numerosi sottogruppi (13 in tutto), che superano i 2000 metri di quota in oltre 50 vette, e precisamente:
- Monte Greco e Monte Genzana (Monte Genzana 2170 m, Serra Rocca Chiarano 2262 m, Monte Greco 2285 m, Monte Pratello 2071 m)
- Montagna Grande e Monte Marsicano (Cima Argatone 2201 m, La Terratta 2208 m, Collerotondo 1911 m e Monte Marsicano 2245 m)
- Monti della Meta (Monte Petroso 2249 m e Monte La Meta 2242 m)
- La Camosciara (Monte Capraro 2100 m)
- Mainarde (Coste dell'Altare 2075 m)
- Monte Panico e Serra delle Gravare (Rocca Altiera 2018 m)
- Monte Palombo (Monte Palombo 2013 m)
- Montagna di Godi (Monte Godi 2011 m)
- Monte Cornacchia (Monte Cornacchia 2003 m)
- Monte di Valle Caprara e Monte Ceraso (Monte di Valle Caprara 1998 m)
- Monte Turchio (Rocca Genovese 1944 m)
- Monte delle Vitelle, Monte La Rocca, Serra Traversa e Monte Tranquillo (Monte La Rocca 1924 m)
- Monti di Castel di Sangro (Monte Arazzecca 1830 m)

### Geologia
Sono spesso caratterizzati da un aspetto alpestre e roccioso, raro nell'Appennino, e questo sia per l'esteso modellamento glaciale risalente al Pleistocene, sia per la loro natura geologica prevalentemente calcareo-dolomitica. La costituzione geologica è quella “di piattaforma”, tipica della porzione di Appennino Centrale posta a levante della linea tettonica “Anzio-Ancona”: si tratta di sedimentazioni avvenute nel Mesozoico in un ambiente di mare tropicale poco profondo, di piattaforma “sottile” o di “scogliera”. Ne sono derivati affioramenti caratterizzati dalla cosiddetta successione “Laziale-Abruzzese”, con maggior sviluppo delle dolomie basali seguite da sedimentazioni pressoché esclusivamente calcaree. In tutto il comprensorio sono presenti estese tracce del glacialismo pleistocenico (circhi glaciali, morene ed anche un lago morenico, il lago Pantaniello) e fenomenologie carsiche (doline, grotte, campi solcati).

### Idrografia
Separati da un gran numero di valli sono solcati da fiumi e torrenti tributari del Tirreno (Melfa, Liri, Volturno), dell'Adriatico (Sangro, Gizio, Sagittario) e dell'alveo del Fucino (Giovenco, Rosa). I laghi principali sono il lago di Barrea (artificiale) ed il lago di Scanno (naturale). Altri laghi minori sono il lago di Villalago, il lago della Montagna Spaccata, il lago di Castel San Vincenzo, il lago Vivo ed il lago Pantaniello.

## Ambiente

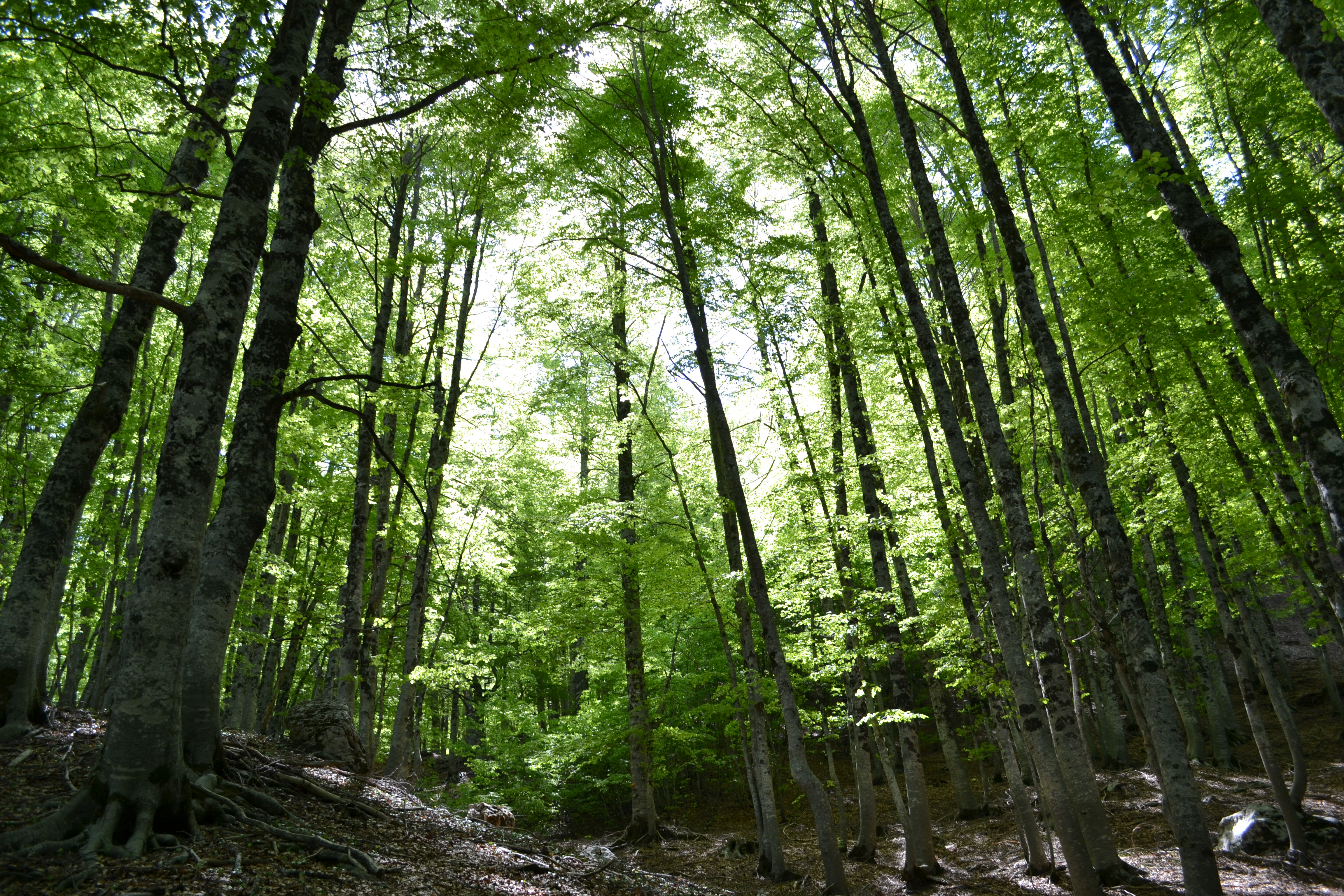
Faggeta di val Fondillo

### Flora
La flora è soprattutto di carattere mediterraneo-montano, benché di essa facciano parte molte specie di origine settentrionale (“relitti glaciali”) ed orientale (“balcanico-illiriche”). In generale, il bosco è costituito essenzialmente da latifoglie decidue (roverella e cerro) fino ai 1000-1100 metri di quota; al di sopra di tale limite domina il faggio, che ovunque si spinge fino al limite superiore del bosco (1700-1800 metri). Sono presenti anche conifere: il pino nero vegeta soprattutto in una fascia di vegetazione interposta tra la faggeta e il querceto, di solito si tratta di rimboschimenti ma esiste anche un nucleo autoctono di una sottospecie ben caratterizzata (il pino nero di Villetta Barrea) presso l'abitato di Villetta Barrea, in Camosciara e in val Fondillo.
Il pino mugo vegeta sui Monti della Meta e nella Camosciara ad una quota immediatamente superiore al limite della faggeta. Sono presenti anche altre conifere quali l'abete rosso, l'abete bianco e il larice, essenzialmente frutto di rimboschimenti, anche se in passato crescevano spontaneamente su queste montagne. Un nucleo relitto di betulla cresce in una località presso il lago Vivo, nel comune di Barrea. Al di sopra del limite del bosco sono presenti praterie di altitudine con ginepro nano, pino mugo e numerose specie di piante erbacee, tra cui ricordiamo la stella alpina dell'Appennino, la viola della Maiella, l'anemone alpino. L'iris marsica (o giaggiolo della Marsica) e la scarpetta di venere crescono nelle faggete.

### Fauna

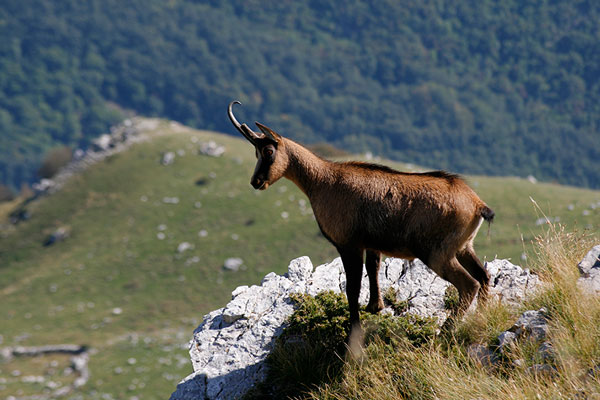
Camoscio d'Abruzzo

La preziosa fauna, preservata nei secoli dall'aspra orografia dei Monti Marsicani, è stata all'origine della creazione del Parco nazionale d'Abruzzo, Lazio e Molise. L'orso bruno marsicano, che conta all'incirca 50 individui all'interno dell'area del parco, il lupo appenninico ed il camoscio d'Abruzzo sono le specie più importanti, ma sono presenti anche cervi, caprioli, volpi, cinghiali e numerose specie di uccelli, tra cui spicca l'aquila reale. Sono stati segnalati degli avvistamenti di lince, ma non è chiaro se la specie sia stata oggetto di  reintroduzioni recenti o se sia un relitto delle popolazioni che nei secoli passati vivevano su queste montagne.